# Radim Nečas junior
Radim Nečas (* 12. Januar 1988 in Prag) ist ein tschechischer Fußballspieler.

## Vereinskarriere
Radim Nečas begann mit dem Fußballspielen bei Slavia Prag. Nach mehreren Einsätzen für die B-Mannschaft in der Saison 2005/06 schaffte er zur Saison 2006/07 den Sprung in die A-Mannschaft. 
Bis Mitte September 2006 kam er auf vier Einsätze und wurde anschließend aussortiert, weil er sich weigerte, seinen zum Jahresende auslaufenden Vertrag zu verlängern. Anfang Januar 2007 wechselte Nečas zum FK Mladá Boleslav, wo er einen Vierjahresvertrag unterschrieb.
In Mladá Boleslav saß er aber nur auf der Ersatzbank oder spielte für das B-Team, im Februar 2007 wurde er für die Rückrunde der Saison 2007/08 an den Zweitligisten FK Dukla Prag ausgeliehen. Im Sommer 2008 kehrte er nach Mladá Boleslav zurück. In Mladá Boleslav konnte er sich jedoch nur selten in die erste Mannschaft durchsetzen und wurde Anfang 2010 an den 1. FC Slovácko ausgeliehen. Im Sommer 2010 wechselte Nečas zu Dukla Prag.
Der nur 1,75 m große Radim Nečas gilt als großes Talent. Er gilt sowohl als technisch als auch als kämpferisch stark.

## Nationalmannschaft
Radim Nečas spielte bisher ein Mal für die Tschechische U19-Auswahl und mehrere Male für die U18 sowie weitere Juniorenauswahlmannschaften. Am 3. März 2010 debütierte Nečas gegen Finnland in der tschechischen U-21-Nationalmannschaft.

## Sonstiges
Sein Vater ist der ehemalige Nationalspieler und derzeitige Trainer Radim Nečas senior.